# Canton de Chaussin
Le canton de Chaussin est une ancienne division administrative française, située dans le département du Jura et la région Franche-Comté.

## Histoire
De 1833 à 1840, les cantons de Chaumergy et de Chaussin avaient le même conseiller général. Le nombre de conseillers généraux était limité à 30 par département.

## Représentation

### Conseillers d'arrondissement (de 1833 à 1940)
| Période                                  | Période      | Identité                          | Étiquette   | Qualité |
| ---------------------------------------- | ------------ | --------------------------------- | ----------- | --- |
| 1833                                     | 1836         | Claude François Fèvre (1777-?)    |             | Ancien notaire à Chaussin, propriétaire à Neublans                                                          |
| 1836                                     | 1839         | Claude Pierre Doriez (1802-1854)  |             | Propriétaire à Rahon                                                                                        |
| 1839                                     | 1845         | M. Lavy                           |             | Maire de Chaussin                                                                                           |
| 1845                                     | 1848         | Laurent Febvre (1793-1853)        |             | Propriétaire rentier à Pleure                                                                               |
|                                          |              |                                   |             | |
|                                          | 1895         | Auguste Monamy (1836-1908)        | Républicain | Tuilier, propriétaire à Villers-Robert Grand-père de Marcel Aymé                                            |
| 1895                                     | 1896 (décès) | Charles Henri Jaillet (1862-1896) | Républicain | Propriétaire au Deschaux                                                                                    |
|                                          |              |                                   |             | |
| 1919                                     | 1940         | Alix Monamy (1861-1944)           | Rad.        | Maire de Villers-Robert                                                                                     |
| 1940                                     |              |                                   |             | Les conseils d'arrondissement ont été suspendus par la loi du 12 octobre 1940 et n'ont jamais été réactivés |
| Les données manquantes sont à compléter. |              |                                   |             | |

### Conseillers généraux de 1833 à 2015
| Période | Période          | Identité                                               | Étiquette        | Qualité |
| ------- | ---------------- | ------------------------------------------------------ | ---------------- | --- |
| 1833    | 1839             | Lambert Philippe Joly (1793-1875)                      |                  | Avocat à Lons-le-Saunier , propriétaire à Neublans                                                                    |
| 1839    | 1848 (décès)     | Abel Aymé (1799-1848)                                  |                  | Praticien, juge de paix du canton et maire de Chaussin                                                                |
| 1848    | 1869 (démission) | Comte Albert-Flavien Froissard de Broissia (1809-1870) |                  | Propriétaire du château de Neublans Maire de Neublans puis d'Arbois                                                   |
| 1869    | 1874             | Comte Louis de Vaulchier du Deschaux                   |                  | Propriétaire du château de Romange (Orchamps) et du château de des Origneys (Roulans, Doubs) ancien chef de bataillon |
| 1874    | 1910 (décès)     | François-Augustin Briot                                | Républicain      | Docteur en médecine Maire de Chaussin                                                                                 |
| 1910    | 1919             | M. Humbert                                             | Rad.             | |
| 1919    | 1940             | Maxime Machard (1885-1941)                             | Rad.             | Négociant en bois Maire de Chaussin                                                                                   |
|         |                  |                                                        |                  | |
| 1943    | 1945             | Louis Huguenin (1876-1963)                             |                  | Négociant Président de la délégation spéciale de Chaussin Nommé conseiller départemental en 1943                      |
|         |                  |                                                        |                  | |
| 1945    | 1951 (décès)     | Lucien Bon (1877-1951)                                 | SE               | Instituteur honoraire Maire de Pleure (1945-1951)                                                                     |
| 1951    | 1964             | Paul Maizier (1900-1974)                               | Rad.-RGR         | Maire de Beauvoisin (1932-1935, 1937-1971)                                                                            |
| 1964    | 1982 (décès)     | Ernest Prost-Magnin (1917-1982)                        | CDP puis UDF-CDS | Négociant Maire du Deschaux (1953-1971)                                                                               |
| 1982    | 1988             | Pierre Babet                                           | PS               | |
| 1988    | 2001             | Lucien Ponsot                                          | PS               | Principal-adjoint de collège Conseiller municipal de Chaussin                                                         |
| 2001    | 2015             | Chantal Torck                                          | RPR puis UMP     | Cadre Maire de Chaussin depuis 2014 Elue en 2015 dans le Canton de Tavaux                                             |

## Composition
Le canton de Chaussin regroupait dix-sept communes.
| Nom                    | Code Insee | Intercommunalité            | Superficie (km2) | Population (dernière pop. légale) | Densité (hab./km2) |
| ---------------------- | ---------- | --------------------------- | ---------------- | --------------------------------- | ------------------ |
| Chaussin (chef-lieu)   | 39128      | CC de la Plaine Jurassienne | 16,82            | 1 693 (2014)                      | 101                |
| Asnans-Beauvoisin      | 39022      | CC de la Plaine Jurassienne | 16,24            | 715 (2014)                        | 44                 |
| Balaiseaux             | 39034      | CC de la Plaine Jurassienne | 6,01             | 288 (2014)                        | 48                 |
| Bretenières            | 39077      | CC de la Plaine Jurassienne | 4,11             | 40 (2014)                         | 9,7                |
| Chaînée-des-Coupis     | 39090      | CC de la Plaine Jurassienne | 5,04             | 181 (2014)                        | 36                 |
| Chêne-Bernard          | 39139      | CC de la Plaine Jurassienne | 3,61             | 68 (2014)                         | 19                 |
| Le Deschaux            | 39193      | CA Grand Dole               | 8,56             | 1 025 (2014)                      | 120                |
| Les Essards-Taignevaux | 39211      | CC de la Plaine Jurassienne | 5,40             | 264 (2014)                        | 49                 |
| Gatey                  | 39245      | CC de la Plaine Jurassienne | 14,84            | 372 (2014)                        | 25                 |
| Les Hays               | 39266      | CC de la Plaine Jurassienne | 6,80             | 320 (2014)                        | 47                 |
| Neublans-Abergement    | 39385      | CC de la Plaine Jurassienne | 11,64            | 530 (2014)                        | 46                 |
| Pleure                 | 39429      | CC de la Plaine Jurassienne | 5,07             | 432 (2014)                        | 85                 |
| Rahon                  | 39448      | CC de la Plaine Jurassienne | 19,60            | 507 (2014)                        | 26                 |
| Saint-Baraing          | 39477      | CC de la Plaine Jurassienne | 6,28             | 273 (2014)                        | 43                 |
| Séligney               | 39507      | CC de la Plaine Jurassienne | 4,15             | 77 (2014)                         | 19                 |
| Tassenières            | 39525      | CC de la Plaine Jurassienne | 6,64             | 390 (2014)                        | 59                 |
| Villers-Robert         | 39571      | CA Grand Dole               | 10,13            | 228 (2014)                        | 23                 |

## Démographie
| 1962  | 1968  | 1975  | 1982  | 1990  | 1999  | 2006  | 2011  | 2012  |
| ----- | ----- | ----- | ----- | ----- | ----- | ----- | ----- | ----- |
| 5 508 | 5 549 | 5 186 | 5 776 | 6 022 | 6 045 | 6 596 | 7 290 | 7 368 |